# 楊春 (成化進士)
楊春（1436年—1515年），字符之，號留耕，四川成都馬家鎮升庵村（今成都市新都区）人，祖籍江西廬陵。內閣首輔杨廷和、禮部尚書楊廷儀之父，状元杨慎祖父。

## 生平
成化元年（1465年）乙酉领四川乡试，在其子杨廷和于成化十四年（1478年）中進士之後，杨春也於成化十七年（1481年）考中辛丑科三甲第一百三十名进士，给假省亲，孝宗继位後，始赴部候选官职，弘治元年（1488年）戊申授行人司正，五年丁母亲熊夫人忧，八年服阕，擢官湖广提学佥事，十一年鄉試放榜後，即疏乞休，家居十八年去世，寿八十。

## 家族
曾祖楊世賢；祖父楊壽山；父楊玟，州吏目。前母郭氏、楊氏 ；生母熊氏。
王氏生有五子，长子楊廷和即楊慎之父，憲宗成化十四年（1478）进士，官至內閣首輔；次子楊廷平，孝宗弘治十一年（1498）舉人；三子楊廷儀，弘治十二年（1499）進士，官到兵部侍郎；四子楊廷簡，早卒；五子楊廷宣，弘治十四年（1501）舉人。側室王氏生六子楊廷厲、七子楊廷中。